# PostCSS
PostCSS는 일상적인 CSS 동작을 자동화하기 위해 자바스크립트 기반 플러그인을 사용하는 소프트웨어 개발 도구이다. 이 도구는 위키백과, 페이스북, 깃허브의 코드를 개발하기 위해 사용되어 왔다. PostCSS는 npm 사용자들 간에 가장 선호되는 CSS 도구이다. Evil Martians의 프론트엔드 작업에서 아이디어를 가져와 Andrey Sitnik에 의해 설계되었다.

## 동작 원리

### 구조

PostCSS 워크플로

Sass와 Less와 달리 PostCSS는 CSS 컴파일 틀 언어가 아닌 CSS 도구 개발을 위한 프레임워크이다. 그러나 Sass와 LESS와 같은 틀 언어를 개발하기 위해 사용할 수 있다.
PostCSS 코어는 다음으로 구성된다:
- CSS 파서: CSS 코드의 줄을 위한 객체 트리(AST)를 생성한다.
- 클래스의 집합: 트리를 구성한다.
- CSS 생성기: 객체 트리를 위한 CSS 줄을 생성한다.
- 코드 맵 생성기: CSS 변경을 위해 사용된다.

유용한 모든 기능은 플러그인을 통해 사용할 수 있다. 이 플러그인들은 객체 트리와 함께 동작하는 작은 프로그램들이다. 코어가 CSS 문자열을 객체 트리로 변환한 뒤 플러그인은 이 트리를 분석하고 변경한다. 이 때 PostCSS 코어는 플러그인 변경 트리를 위한 새로운 CSS 문자열을 생성한다.

### 사용법
PostCSS와 플러그인 모두 자바스크립트로 작성되어 있으며 npm을 통해 배포된다.
PostCSS는 저급 자바스크립트 조작을 위한 API를 제공한다:
```
// Load the core and plugins from npm

const
 
postcss
 
=
 
require
(
'postcss'
)

const
 
autoprefixer
 
=
 
require
(
'autoprefixer'
)

const
 
precss
 
=
 
require
(
'precss'
)

// Indicate the plugins to use

const
 
processor
 
=
 
postcss
([
autoprefixer
,
 
precss
])

// Indicate the CSS code and the names of the input/output file

processor
.
process
(
'a {}'
,
 
{
 
from
:
 
'./app.css'
,
 
to
:
 
'./app.build.css'
 
})

  
// Use Promise API in case there are asynchronous plugins

  
.
then
(
result
 
=>
 
{

    
// Get the post-processed CSS code displayed

    
console
.
log
(
result
.
css
)

    
// Get the warning messages displayed

    
for
 
(
 
let
 
message
 
of
 
result
.
warnings
()
 
)
 
{

      
console
.
warn
(
message
.
toString
())

    
}

  
})

```